# Madog ap Llywelyn
Madog ap Llywelyn, auch Madoc ap Llywelyn († nach August 1295) war ein Anführer der walisischen Rebellion von 1294 bis 1295.

## Herkunft und Jugend
Madog war ein Sohn von Llywelyn ap Maredudd, des letzten Lords von Meirionydd in Nordwestwales. Sein Vater, ein Nachfahre von Maredudd ap Cynan war 1256 von Llywelyn ap Gruffydd aus seiner Herrschaft vertrieben worden und lebte im englischen Exil, wo er eine Rente des Königs erhielt. Nach dem Tod seines  1263 lebte Madog weiterhin am königlichen Hof. Nach dem Sieg des englischen Königs Eduard I. über Llywelyn ap Gruffydd 1277 verklagte Madog Llywelyn vor dem königlichen Gericht auf Herausgabe der Herrschaft seines Vaters, doch erhielt er nur einen Grundbesitz auf der Insel Anglesey.

## Führer des Walisischen Aufstands von 1294 bis 1295

### Anfängliche Erfolge der Revolte
Als Ende September 1294 eine Revolte gegen die englische Herrschaft ausbrach, machte sich Madog als Abkömmling des alten Fürstenhauses Gwynedd zum Führer der Aufständischen in Nordwales und ernannte sich zum Fürsten von Wales. Unterstützt wurde er von Morgan ap Maredudd in Glamorgan und Maelgwn ap Rhys in Cardiganshire.
Zu Beginn hatte der Aufstand Erfolg, wobei die von Madog in Nordwestwales geführte Rebellion die größten Erfolge erzielen konnte. Nach der Plünderung der englischen Besitzungen Angleseys eroberte Madog Caernarfon und das im Bau befindliche Caernarfon Castle. Nachdem sie Conwy und die Burg nicht erobern konnten, zog er mit seiner Truppe weiter nach Osten, wo sie Denbigh, Ruthin und Hawarden Castle erobern konnten. Am 11. November schlugen sie Henry de Lacy, 3. Earl of Lincoln, den Lord of Denbigh, bei Denbigh in die Flucht. Als Eduard I. im Dezember mit seiner Armee in Conwy Castle eintraf, konnten die Waliser seinen Train überfallen. Da der Fluss Conwy Hochwasser führte, konnten die Rebellen den König von seiner Hauptarmee trennen und ihn kurzzeitig bei knappen Vorräten in Conwy Castle belagern.

### Niederlage und Gefangennahme
Vor der englischen Übermacht musste sich Madog dann in das Gebiet des Snowdon zurückziehen. Im März wollte er seine Streitmacht nach Powys führen, doch dabei wurde er von englischen Truppen unter dem Earl of Warwick überrascht und in der Schlacht von Maes Madog entscheidend geschlagen. Er konnte nur knapp entkommen und lebte mit dem Rest seiner Streitmacht im Gebirge des Snowdon als Flüchtling. Im Mai 1295 marschierten drei englische Armeen nach Meirionydd, der Heimat von Madog. Damit brach der walisische Widerstand zusammen. Im Juli oder Anfang  August ergab Madog sich bedingungslos John de Havering, dem englischen Justiciar von Nordwales. Er wurde als Gefangener nach London gebracht und im Tower eingekerkert. Ihm wurde zwar nicht der Prozess wegen Hochverrat gemacht, doch sein weiteres Schicksal ist unbekannt. Ein Sohn von ihm wurde jedoch begnadigt und diente später im Haushalt von Eduard I.